# ترجمة المستحدثات بالصينية
ترجمة المستحدثات بالصينية هي ترجمة الألفاظ المستحدثة باللغة الصينية وتكون إما بالترجمة بالمعنى (意译 يي يي) أو باللفظ (音译 يين يي) أو بهما. مثال الأولى ترجمة كرة السلة بكلمة لان شيو والثانية قيثارة بكلمة تشي تا والثالثة لفظة الجين بلفظة تشي يين أي العنصر الأصلي.